# KOMPSAT-7
KOMPSAT-7 (acronyme de KOrean Multi-Purpose SATellite-7), appelé aussi Arirang-7 (en coréen : 아리랑 7호), est le septième satellite d'observation de la Terre sud-coréen, qui doit prendre la suite vers 2023 de KOMPSAT-3A. Le satellite fait partie de la série KOMPSAT, développée  par l'Institut coréen de recherche aérospatiale (KARI) et dont le premier exemplaire est placé en orbite en 1999. 

## Caractéristiques techniques
Ce satellite d'environ deux tonnes est stabilisé sur 3 axes. L'énergie est fournie par trois panneaux solaires déployés en orbite. KOMPSAT-7 dispose d'une caméra multispectrale AEISS-HR (Advanced Earth Imaging Sensor System with High Resolution) fournissant des images en panchromatique avec un pouvoir de résolution spatiale de 0,3 mètre, en couleur avec une résolution de 1,2 mètre et en proche infrarouge avec une résolution de cinq mètres. La durée de vie minimale du satellite est de cinq ans. KOMPSAT-7 doit être placé sur une orbite héliosynchrone quasi circulaire par un lanceur européen Vega-C initialement vers 2021, date repoussée à 2023,.